# Diane et Actéon (Cranach)
Pour les articles homonymes, voir Diane et Actéon.
Diane et Actéon est une peinture mythologique réalisée à l'huile sur toile vers 1540 par le peintre allemand de la Renaissance Lucas Cranach l'Ancien. Il appartient au Musée national bavarois de Munich, et est exposé dans une de ses annexes, la galerie Franconienne à Kronach (Bavière).

## Sujet
Le thème de la peinture est tiré des Métamorphoses d'Ovide. L'histoire raconte qu'Actéon, en train de chasser, surprend involontairement la déesse Diane et ses nymphes en train de se baigner. Cela cause la fureur de la déesse de la chasse, qui de colère transforme Actéon en cerf, qui sera ensuite dévoré par ses propres chiens qui ne le reconnaissent pas, rendus fous de rage par la déesse.

## Description
Cranach présente le moment où la déesse Diane nue, ayant remarqué Actéon, jette de l'eau sur lui, le transformant en cerf. La métamorphose est à moitié accomplie, et déjà les chiens qui l'accompagnaient se jettent sur lui, ce qui causera sa mort. La majeure partie de la peinture est occupée par un bassin avec des figures féminines nues montrées dans différentes poses. Il semble que le thème de Diane et Actéon soit juste un prétexte pour une étude de corps féminins nus. La chasse continue à l'arrière plan : des cerfs fuient des chiens et un chasseur soufflant dans sa corne galope derrière eux sur un cheval blanc. Une ville sur une colline escarpée est visible à l'horizon.